# Trachelidae
Famille
Les Trachelidae sont une famille d'araignées aranéomorphes.

## Distribution
Les espèces de cette famille se rencontrent en Afrique, en Amérique, en Asie et en Europe.

## Paléontologie
Cette famille est connue depuis le Néogène.

## Liste des genres
Selon World Spider Catalog (version 26, 20/02/2025) :
- Afroceto Lyle & Haddad, 2010
- Capobula Haddad, Jin, Platnick & Booysen, 2021
- Cetonana Strand, 1929
- Corniclypeus Jin, Li & Zhang, 2024
- Coronarachne Haddad & Lyle, 2024
- Falcaranea Haddad & Lyle, 2024
- Foordana Haddad, 2025
- Fuchiba Haddad & Lyle, 2008
- Fuchibotulus Haddad & Lyle, 2008
- Jocquestus Lyle & Haddad, 2018
- Meriola Banks, 1895
- Metatrachelas Bosselaers & Bosmans, 2010
- Mushimane Haddad, 2025
- Namaquella Haddad, 2025
- Orthobula Simon, 1897
- Paccius Simon, 1898
- Paraceto Jin, Yin & Zhang, 2017
- Paranita Ramírez & Grismado, 2024
- Paratrachelas Kovblyuk & Nadolny, 2009
- Patelloceto Lyle & Haddad, 2010
- Planochelas Lyle & Haddad, 2009
- Poachelas Haddad & Lyle, 2008
- Rukuluk Haddad, 2025
- Spinotrachelas Haddad, 2006
- Thysanina Simon, 1910
- Trachecymbius Haddad & Lyle, 2024
- Trachelas L. Koch, 1872
- Trachelopachys Simon, 1897
- Utivarachna Kishida, 1940

## Systématique et taxinomie
Cette famille a été décrite par Simon en 1897 comme une tribu des Clubionidae. Elle est élevée au rang de sous-famille des Corinnidae par Dippenaar-Schoeman et Jocqué en 1997. Elle est élevée au rang de famille par Ramírez en 2014.
Cette famille rassemble 300 espèces dans 29 genres.

## Publication originale
- Simon, 1897 : Histoire naturelle des araignées. Paris, vol. 2, p. 1-192 (texte intégral).